# Najicheván (ciudad)
Najicheván (en azerí: Naxçıvan şəhəri; en armenio: Նախիջևան, Najizhevan; en persa: نخجوان‎), es la ciudad capital de la República Autónoma de Najicheván de Azerbaiyán, ubicada a 450 km al oeste de Bakú. La Municipalidad de Najicheván consiste en la ciudad de Najicheván y en los pueblos de Başbaşı, Qarağalıq y Daşduz. Se extiende sobre las faldas de la cadena de Zanguezur, en la orilla derecha del río Najicheván a una altura de casi 1000 metros.

## Historia
Se trata de un antiguo centro de comercio y algunos historiadores consideran que fue fundada en el siglo XVI a. C. Según una leyenda, la ciudad fue fundada por Noé, y una interpretación del significado del nombre de la ciudad es "el lugar de la primera descendencia" ("Naj-ijevan" en armenio) una referencia a la ascendencia del Arca de Noé Este significado fue escrito por el historiador armenio del siglo V º Moisés de Corene. Los griegos y romanos la llamaron Naxuana (en griego: Ναξουὰνα). En persa, la región se llama Nagshe Jahan («imagen del mundo»), una referencia a la belleza de la ciudad. Ya en el siglo II EC, es mencionada por Ptolomeo como una ciudad próspera.
Najicheván fue una de las principales ciudades del Reino de Armenia bajo las dinastías Artáxida, Arsácida y Bagratuni desde el siglo II a. C. hasta el siglo XI d. C. Invasiones sucesivas provocaron saqueos, destrucción y (en algunos casos) hubo que reconstruir la ciudad. Fue la capital de los Emiratos Atabek Eldegiz en el siglo XII y la del Kanato de Najicheván en el siglo XVIII.
Al comienzo del siglo XX, Najicheván era la capital de un distrito de la Gobernación de Ereván. Su población era de alrededor de 8000 personas; las tres cuartas partes eran tártaros y una cuarta parte eran armenios. Los tártaros, al ser los armenios en su gran mayoría pobres, eran dueños de casi todas las tierras.
Según el censo de 2010, Najicheván cuenta con 74 500 habitantes. Tiene algunas industrias, centradas en la elaboración de vidrios, muebles, textiles y alfombras, aluminio, procesamiento de uva y tabaco. Actualmente el gobierno está buscando inversiones para desarrollar el turismo y la producción de petróleo. Socialmente, esta capital regional es bastante sofisticada, con su propia universidad y una importante comunidad científica y artística. Posee el Palacio de la Cultura, en la Avenida Azadlyg, el teatro musical y el teatro de marionetas en la calle Nizamí. La ciudad tiene una gran cantidad de visitantes de hombres de negocios de Irán, Turquía y Rusia (estos países tienen consulados en la ciudad), dando lugar a una oferta razonable de los hoteles.

## Transporte
Najicheván está servida por un aeropuerto y tiene en teoría, enlaces por carretera y ferrocarriles, sin embargo en la región de Nagorno Karabaj se ha hecho más difícil el acceso que contribuye a un mayor aislamiento. La mejor manera de llegar a la ciudad es volar desde Bakú o de Ganyá. También se puede volar directamente a Moscú con las compañías aéreas Samara. Si llega desde Bakú, no hay control de pasaporte y se puede simplemente salir de la terminal. 
Varios autobuses salen en un día para Iğdır Erzurum y en el este de Turquía, lo que permite una fácil conexión con el resto de ese país. Hay servicio de trenes a Ordubad y Sharur. Dentro de la ciudad hay autobuses y trolebuses, autobuses y numerosos taxis.